# Bitwa pod Raśną
Bitwa pod Raśną – bój stoczony w dniach 21–24 sierpnia 1915 roku w pobliżu Raśny nad rzeką Pulwą (powiat Wysokie Litewskie).
Przeciwnikiem polskiej I Brygady Legionów były oddziały rosyjskiej 6 Dywizji zajmujące umocnione pozycje. 
Po udanym przełamaniu pozycji, za wycofującym się nieprzyjacielem ruszyła grupa pościgowa mjr. Leona Berbeckiego. W walkach odznaczyła się bateria konna zorganizowana i dowodzona przez por. Edmunda Knoll-Kownackiego.